# قندي فالي
قندي فالي (الاسم العلمي:Ctenodactylus vali) هو نوع من الحيوانات يتبع جنس قندي مشطي الأصابع من فصيلة القندية.
يُوْجَدُ في الجزائر، وليبيا والمغرب. بيئته الطبيعية أراضي الشجيرات الجافة، والشبه استوائية والمناطق الصخرية. ويُسمى أيضًا بقندي الصحراء.